# 饒之初
饒之初（16世紀—16世紀），字子復，湖廣黃州府蘄州广济县人，明朝政治人物。

## 生平
饒之初是嘉靖二十五年（1546年）的舉人，最初因為父親前廣安州判饒繼學年老而不接受官職，不久出任孟縣知縣，平均當地租賦和馬費，上奏定為常例，又招集流民、罷用奸吏、興建社學便利人民。後來他因為拒絕繳付暮夜金給上級，因此在大計時被降為岷王王府審理，很快致仕回鄉，閉門讀書不前往城市，饑荒時煮粥賑濟飢民，死後得孟縣人民立祠祭祀。

## 引用
1. 1 2  同治《廣濟縣志·卷七·人物志》：饒之初，字子復，嘉靖丙午舉人，以父廣安州判繼學老不就官，晚乃任河南孟縣知縣，孟故孔道，輪蹄輻輳，始劑田租賦馬匹，後田租轉徙不常，里馬如故之。初奏記所司請均賦置馬，遂為永規，其他如招流亡、除奸蠹、建社學、均徭役、後補曹吏、除樂籍、息爭訟，實政甚多，值臬司行部索暮夜金不獲心銜之，大計囑考功左遷岷府審理致仕歸，閉門讀書不入城市，歲祲為粥食，饑者全活甚眾，孟縣民歲裒糧候問，及其卒也為祠祀之。 同上（辛未縣志）